# Thành Himeji
Thành Himeji (姫路城 (Cơ Lộ thành) Himeji-jō) là một tòa thành cổ của Nhật Bản ở thành phố Himeji, tỉnh Hyōgo.
Đây là một trong những kiến trúc cổ nhất còn sót lại ở Nhật Bản, là kiến trúc tiêu biểu cho các thành quách thời cận đại của Nhật Bản. Himeji đã được UNESCO công nhận là di sản thế giới (văn hóa) vào năm 1993 và di tích lịch sử đặc biệt của Nhật Bản. Nhiều bộ phận khác nhau của thành Himeji đã được công nhận là quốc bảo hoặc di sản văn hóa quan trọng của quốc gia. Thành Himeji cùng với thành Matsumoto và thành Kumamoto được gọi là "Tam Đại Quốc Bảo Thành" (三大国宝城, San dai kokuhō-jō) của Nhật Bản. Trong ba thành, thì Himeji nổi tiếng nhất.
Thành Himeji được xây dựng vào năm 1346 bởi Akamatsu Sadanori, một samurai. Thành Himeji thường được gọi là Thành hạc trắng.

## Kiến trúc
Thành Himeji là tòa thành lớn nhất ở Nhật Bản, nằm ở trung tâm của Himeji, Hyōgo trên đỉnh một ngọn đồi có tên Himeyama, cao 45,6 m (150 ft) so với mực nước biển. Quần thể lâu đài bao gồm một mạng lưới gồm 83 tòa nhà như nhà kho, cổng, hành lang và tháp pháo (yagura). Trong số 83 tòa nhà này, 74 tòa nhà được chỉ định là Tài sản văn hóa quan trọng: 11 hành lang, 16 tháp pháo, 15 cổng và 32 bức tường đất. Những bức tường cao nhất trong quần thể lâu đài có chiều cao 26 m (85 ft). Tham gia vào khu phức hợp lâu đài là Vườn Koko-en (古 Kōkoen), một khu vườn Nhật Bản được tạo ra vào năm 1992 để kỷ niệm 100 năm của thành phố Himeji.
Từ đông sang tây, quần thể Thành Himeji có chiều dài từ 950 đến 1.600 m (3.120 đến 5.250 ft) và từ bắc xuống nam, nó có chiều dài 900 đến 1.700 m (3.000 đến 5.600 ft). Quần thể lâu đài có chu vi 4.200 m (2,6 mi). Nó có diện tích 233 ha (2.330.000 m2 hoặc 576 mẫu Anh).
Tầng đầu tiên của tòa nhà chính có diện tích 554 m2 (5.960 foot vuông). Tầng thứ hai có diện tích khoảng 550 m2 (5.900 foot vuông). Tầng thứ ba có diện tích 440 m2 (4.700 foot vuông) và tầng thứ tư có diện tích 240 m2 (2.600 foot vuông).. Tầng cuối cùng có diện tích chỉ 115 m2 (1.240 sq ft).115 m2 (1.240 foot vuông).

## Truyền thuyết
Thành Himeji gắn với truyền thuyết về Okiku bị buộc tội oan việc làm mất bát đĩa là báu vật gia đình quý giá, sau đó bị giết và ném xuống giếng. Hồn ma Okiku vẫn luẩn quẩn cái giếng vào ban đêm, đêm đến là có giọng nói tuyệt vọng vọng lên từ miệng giếng.

## Hình ảnh

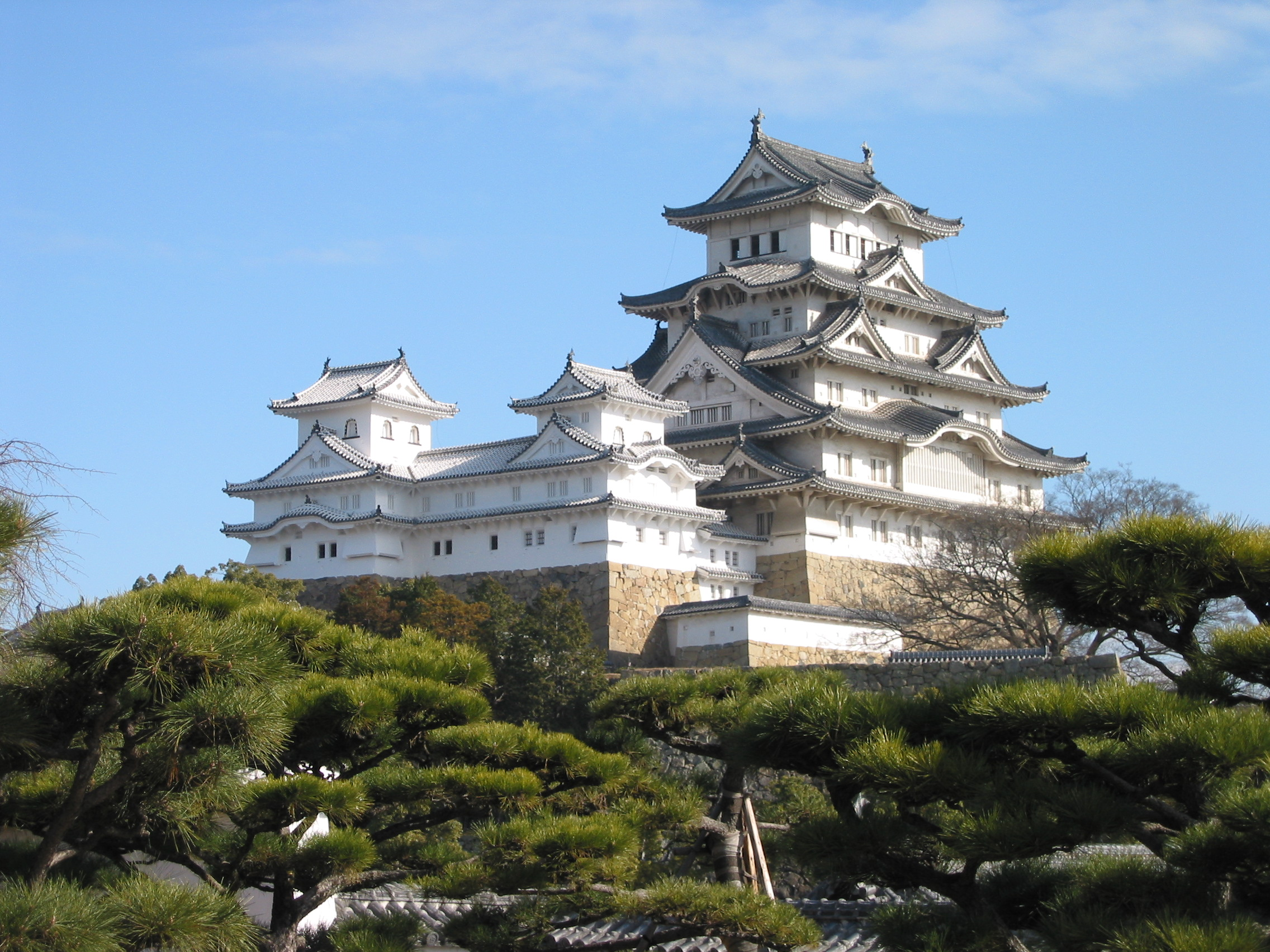
Tháp canh, nhìn từ phía Tây
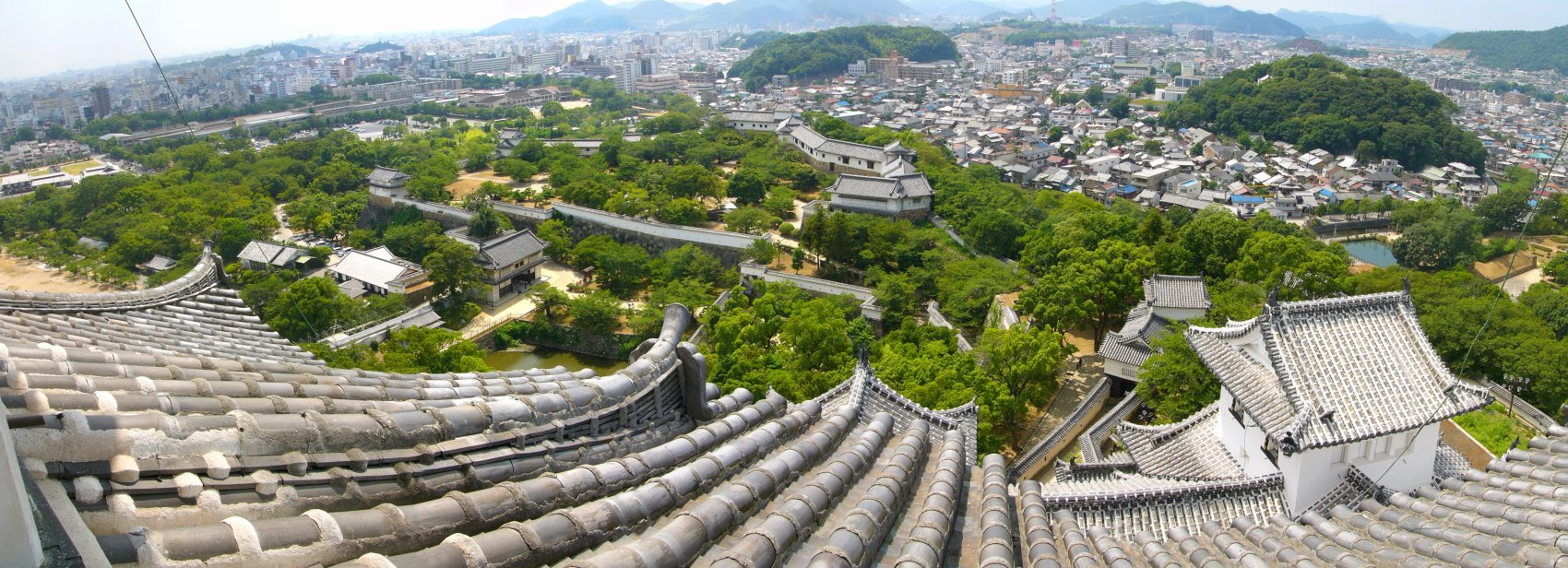
Toàn cảnh nhìn từ vọng lâu
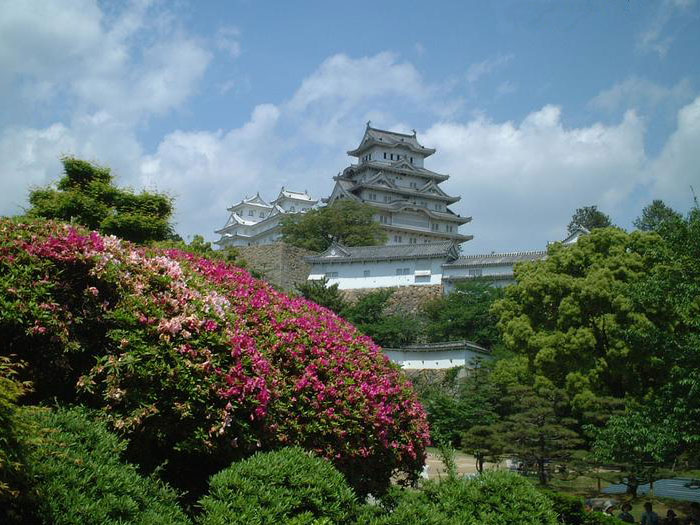
Thành Himeji vào cuối xuân

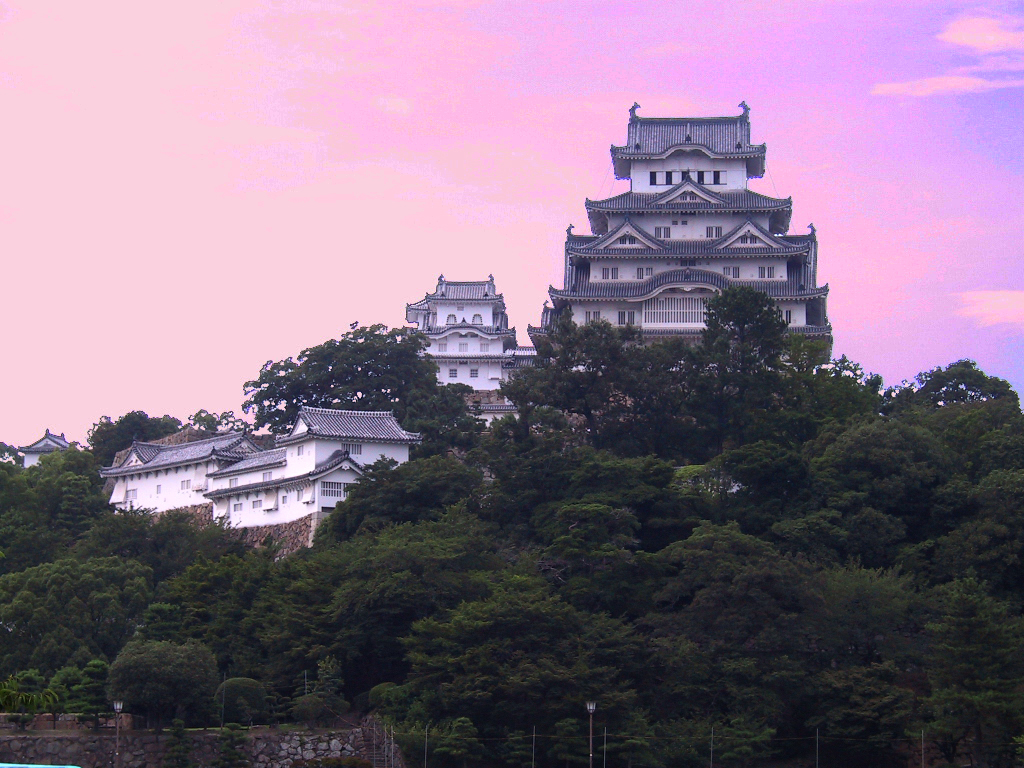
Thành Himeji lúc hoàng hôn
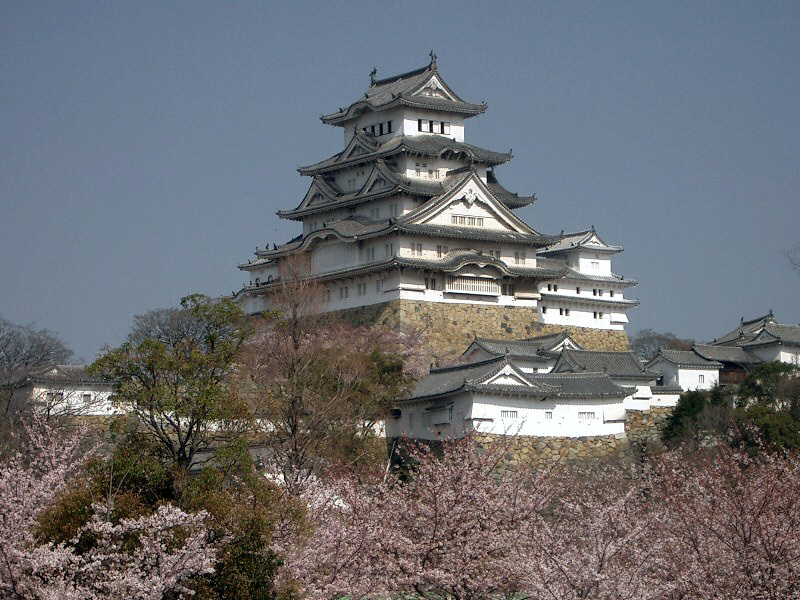
Thành Himeji mùa hoa anh đào, nhìn từ hướng Đông Nam
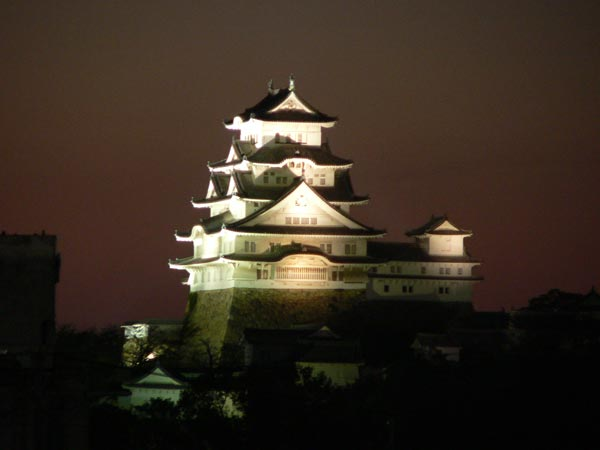
Thành Himeji trong ánh đèn đêm, nhìn từ hướng Đông